# Metzdorf (Langsur)
Metzdorf  (luxemburgisch Metzduerf) ist ein Ortsteil der Ortsgemeinde Langsur im Landkreis Trier-Saarburg in Rheinland-Pfalz.

## Lage
Metzdorf liegt im Sauertal. Durch den Ort verläuft die B 418. Nachbarorte sind im Osten Grewenich, im Süden Mesenich und im Westen auf luxemburgischer Seite der Sauer Moersdorf.

## Geschichte
Im Jahr 1350 wird das Dorf als „Mettendorf“ das erste Mal urkundlich erwähnt. Im 14. Jahrhundert war das Dorf im Besitz des Trierer Stiftes St. Paulin. Im Jahr 1570 wird die Filialkirche St. Nikolaus das erste Mal urkundlich erwähnt. Im Jahr 1913 erhielt Metzdorf eine eigene Schule und 1915 Eisenbahnanschluss mit Bahnhof an der Strecke Igel-Bitburg. Seit 1968 ist die Bahnlinie stillgelegt. Auf der ehemaligen Trasse verläuft mittlerweile die B 418.

## Politik
Metzdorf ist gemäß Hauptsatzung einer von vier Ortsbezirken der Ortsgemeinde Langsur. Der Ortsbezirk umfasst das Gebiet der ehemaligen selbstständigen Gemeinde. Auf die Bildung eines Ortsbeirats wurde verzichtet. Die Interessen des Ortsbezirks werden durch einen Ortsvorsteher vertreten.
Frank Henter (Freie Wähler Langsur) wurde am 15. August 2019 Ortsvorsteher von Metzdorf. Bei der Direktwahl am 26. Mai 2019 war er mit einem Stimmenanteil von 79,26 % gewählt worden. Bei der Direktwahl am 9. Juni 2024 setzte er sich mit 55,0 % gegen einen Mitbewerber durch und wurde damit für weitere fünf Jahre in seinem Amt bestätigt.
Henters Vorgänger Karl Stadler (CDU) hatte das Amt bis 2019 ausgeübt.

## Sehenswürdigkeiten
An der Römerstraße mitten im Ortskern besteht die katholische Filialkirche St. Nikolaus, welche der Pfarrei Mesenich angehört.